# 中華民國空軍第12戰術偵察機中隊
虎瞰中隊，成立於1935年，為中華民國空軍戰術偵察機中隊—空軍第十二戰術偵察機隊的別稱（英語：12th Tactical Reconnaissance Squadron "Tiger Gazer"），目前使用的隊徽為「美洲獅攀於白雲上」圖像。中隊以空中偵照任務為主，曾在對日抗戰時屢建戰功，后在1948年移駐桃園基地，2002年隨空軍第401聯隊移駐花蓮基地迄今。

## 隊徽釋意
12隊的隊徽，為美洲獅俯身攀於白雲之上，手持黑色望遠鏡向下俯視，代表虎威雄風，深入敵境，執行偵蒐作戰任務，又稱「虎瞰中隊」，早年與黑貓中隊（高空偵照─空軍第三十五中隊）、黑蝙蝠中隊（電子偵察─空軍第三十四中隊）、黑盾中隊(1998年改名紅狐中隊)（戰術偵照─空軍第四中隊）分別擔負不同或重複性質任務，經過精簡後，現成為中華民國空軍唯一偵照部隊。
- 設計上採用代表強悍、靈敏的「美洲獅」為主體，取其「謀定而後動」、「冷靜、精準與有效出擊」天性與執行偵照任務時所遵循之原則不謀而合，代表行動隱密、強悍精準的能力。美洲獅的姿態悠然閒適，亦代表執行任務時準備充分，從容不迫。
- 長焦望遠鏡代表隱密執行偵察照相任務。
- 藍天白雲代表藉雲層掩護於高空執行任務。

## 隊歌
虎瞰之歌     
詞：虎瞰部隊  曲：邰肇玫

1

把生命交給藍天，把壯志交給雲霄，雲際獨行偵查敵情，

偉哉虎瞰，偉哉虎瞰，英雄好漢一身是膽，

浩瀚長空裡，虎瞰兄弟出生入死，捨我其誰，

浩瀚長空裡，虎瞰兄弟捍衛家邦，迎接勝利。

2

犯難不畏艱難，把壯志交給雲霄，雲際獨行偵查敵情，

偉哉虎瞰，偉哉虎瞰，英雄好漢一身是膽，

浩瀚長空裡，虎瞰兄弟出生入死，捨我其誰，

浩瀚長空裡，虎瞰兄弟捍衛家邦，迎接勝利。

## 歷史
- 1935年5月，原空軍第九隊奉令改稱「空軍第十二隊」，隔年10月納入第七大隊。
- 1943年，器材嚴重缺乏，航空委員會將人、機調補至其他部隊，番號於1943年底宣告撤銷。
- 1945年，於四川遂寧重新組成，隊名:空軍第十二照相偵察中隊，又稱：鎮海部隊，編制等同大隊。首批隊員在美國完訓駕駛F-5E偵察機（由P-38J/L改裝而成[1]）返國，共編制14架並參與對日戰爭。
- 1946年，抗戰勝利後，進駐南京大校場並展開全國重點地區的照測工作，隨後成立「駐平分隊」，推進瀋陽監視東北共軍動態。在南京時期第十二中隊陸續接收F-5G及由B-25改裝的F-10偵察機，並負責空軍副總司令的專機維護。
- 1946年-1949年 國共戰爭爆發，空軍空軍第十二照相偵察中隊，負責監控所有國共戰役，每日戰情皆立即轉呈蔣中正委員長（總統）檢視批閱。
- 1949年，F-5、F-10分隊分別移防臺灣，進駐桃園基地。
- 1950年，韓戰爆發，美軍協防台灣，台海中立化，空軍各戰鬥機大隊因此停止對中國大陸之攻擊，僅能於東南沿海警戒、巡邏。第十二中隊的無武裝偵察機則可以繼續深入內陸蒐集解放軍情報。
- 1953年，開始接收RT-33A噴射偵察機。
- 1956年，李盛林副隊長駕駛RF-86F前往廣東平潭墟偵照，遭4架米格-15追擊，迫降香港啟德機場，歷時42天交涉才由英國方面釋放，秘密返台。
- 1957年，陳懷生與王兆湘駕駛RF-84F（英语：Republic F-84F Thunderstreak）前往上海偵照，遭遇米格機截擊，被迫修改航向，王兆湘迫降南韓濟州島機毀人亡，陳懷生則是在交戰時以近距離拍攝到米格機，為西方世界第一次在空中近距離拍攝到米格-17。
- 1958年，八二三炮戰期間，第十二中隊RF-84F擔任所有對敵方的偵察任務，其中四次更直接引發空戰，共出動269架次，完成偵照目標262個；偵照任務對策判反攻計畫貢獻極鉅，獲頒「虎群之家」 錦旗。
- 1961年8月，第十二中隊之照相判讀及照相兩部門裁撤，相關人員撥調照相技術中隊，此後偵照成果的呈現均由照相技術中隊專責處理。
- 1963年8月，第十二中隊種子教官於台中清泉崗基地接受八中隊代訓「阿里山三號」計畫，並接收8架RF-104G及2架TF-104G。
- 1964年11月，第十二中隊完成RF-104G偵照機換裝。
- 1973年2月1日，空軍第四中隊撤銷，RF-101A由第十二中隊接收，使用半年後該機種於1973年8月1日宣告除役。
- 1974年，完成7架RF-104G的高低空掃描相機（LOROP）換裝。
- 1982年8月1日，奉空軍總司令部核定，改編為第十二戰術偵察機隊（編制仍為中隊）。
- 1984年，奉令執行「阿里山八號」計畫，進行「始安」偵照機換裝，並增編「中興分隊」，使用R-CH-1擔任近海偵巡任務。
- 1990年，中興分隊移駐台南第四四三聯隊，與第七十一中隊共同執行勤務。
- 1994年，桃園基地整修跑道，第十二中隊RF-104G移駐新竹基地第四九九聯隊駐防。
- 1997年，由新加坡宇航改裝的7架RF-5E於8月陸續返國，交由第十二中隊使用。
- 1998年5月22日，第十二中隊最後一批TF/RF/F-104戰鬥機陸續停役，至5月22日全數除役。
- 1998年7月1日，在桃園基地成立「空軍桃園基地指揮部」將原駐花蓮之第八大隊納入，第十四中隊調入第四大隊換裝F-16，因此空軍決定將原第十二隊之RF-5E虎眼式機隊，恢復採用第四中隊番號而納入該大隊。
- 2002年，第401聯隊F-16機隊正式整編成軍，第十二戰術偵察隊RF-16偵照機並未公開露面。
- 2004年，獲得美國洛克希德馬丁公司製造的F-16偵照莢艙，經過一年多演訓和實際偵照後，戰術目標偵照技術已通過美軍測試合格。
- 2005年，第四中隊裁撤，人員與飛機納入第十二中隊之後，空軍偵照任務全由第十二中隊負責。

## 使用機型
- 1937年 V-92C 海盜式雙翼偵查巡邏機 (Chance Vought Corsair)可塞機，擔任轟炸、偵察及砲兵觀測等任務。
- 1928年 國造韶關飛機廠復興AP-1教練/偵察機
- 1945年 F-5E (洛克希德 RP-38/F-5E 閃電式偵察機)
- 1946年 F-5G (洛克希德 RP-38/F-5G 閃電式偵察機)
- 1946年 F-10(北美 RB-25J/F-10 米契爾偵察機)
- 1946年 F-10(北美 RB-25C/F-10 米契爾偵察機)
- 1953年 RF-51D(北美 P-51 野馬式偵察機)
- 1953年 RT-33A(洛克希德 T-33A 射星式偵察機)
- 1955年 RF-86F(北美 F-86F 軍刀式偵察機)
- 1956年 RF-84F(共和 F-84F 雷霆式偵察機)
- 1959年 RF-101A(麥道 F-101 巫毒式偵察機）
- 1984年 RF-104G(洛克希德 F-104G 星式偵察機)
- 1984年 TF-104G(洛克希德 TF-104 星式教練機)
- 1984年 R-CH-1(漢翔 T-CH-1 中興號偵察機)
- 1997年 RF-5E(諾斯洛普 RF-5E 虎眼式偵照機)
- 2002年 F-16AM/BM(洛馬 RF-16A 鳳眼式偵照機)

## 失事損失
- 1969年3月20日，RF-104G 5626 飛行員李志立殉職，機械故障墜海。
- 1977年3月2日，RF-104G 5636 飛行員傅祈平殉職，能見度不足。
- 1977年3月2日，RF-104G 5640 飛行員汪顯群殉職，能見度不足、降落失敗。
- 1977年5月2日，RF-104G 5638 飛行員杜伯翔殉職，墜海。
- 1980年7月4日，RF-104G 5634 飛行員曹吉屏跳傘，發動機熄火後液壓失效。
- 1980年12月16日，RF-104G 5630 飛行員梁玉飛跳傘，空間迷向。
- 1994年3月4日，F-104G 機號4399 後改為RF-104G機號5664 ，於試飛時發動機故障，十二隊作戰長張復一（官校61期）中校跳傘。
- 2008年3月4月，F-16偵照機在花蓮外海失蹤，第12中隊飛行官丁世寶少校夜航訓練時墜海殉職。
- 2018年6月4日，F-16A 機號6685 於漢光34號演習期間於模擬攻擊軍任務中失事墜毀於新北市基隆市交界之五分山，第12偵察機中隊飛官吳彥霆少校(官校98年班）殉職。2018年6月14日中華民國總統府發布總統令，追晉故空軍少校吳彥霆為空軍中校，此令自中華民國107年6月4日生效[2]。

## 相關文獻
- 《飛行戰彩 空軍的塗裝與徽幟》，劉文孝執編，中國之翼，1995年元月30日，ISBN 957-8628-09-9
- 《空軍中隊的故事》，陳佩周/著，聯經出版公司，1996年2月15日，ISBN 9789570815139